# پنجه‌های مرگبار
پنجه‌های مرگبار (چینی: Tiān xià dì yī quán، «مشت شماره یک در جهان») که با نام پنج انگشت مرگ نیز شناخته می‌شود، فیلم رزمی هنگ کنگی است که به کارگردانی جئونگ چانگ هُوا (鄭昌 和 정창화) و با بازی لو لیه در سال ۱۹۷۲ ساخته شد. توسط شرکت محدود برادران شاو (اچ‌کی) تولید شده‌است. (به چینی: 邵氏 兄弟 （香港） 公司)، بزرگترین استودیوی تولید فیلم هنگ کنگ در آن زمان. فیلمنامه توسط چیانگ یانگ (江 陽) نوشته شده‌است. این فیلم در هنگ کنگ ساخته شده‌است، یکی از بسیار فیلم‌های کونگ فو است که بازیگر متولد اندونزی لو لیه (羅烈) نقش اول را دارد. او از دهه ۱۹۶۰ در بسیاری از تلاش‌های مشابه فیلم‌های رزمی حضور داشت، پیش از بروس لی موفق‌تر در عرصه بین‌المللی بود.
- لو لیه در نقش چائو چی هائو
- وانگ پینگ به عنوان سونگ یینگ یینگ
- وونگ گام فونگ / وانگ چین فنگ به عنوان خواننده ین چو هونگ
- تین فنگ در نقش استاد منگ تونگ شان
- تونگ لام در نقش منگ تین هسیونگ
- فانگ مین نقش استاد سوئن هسین-پی
- کو ون چونگ در نقش استاد سونگ وو یانگ

## اکران
پنجه‌های مرگبار در تاریخ ۲۸ آوریل ۱۹۷۲ در هنگ کنگ اکران شد. (چانگ چانگ هو) در مارس ۱۹۷۳ در ایالات متحده با عنوان پنج انگشت مرگ اکران شد.

## استقبال

### گیشه
در ایالات متحده و کانادا، این فیلم موفقیت خود را در اروپا تکرار کرد. ۴ million دلار آمریکا در گیشه‌های آمریکایی و کانادایی درآمد کسب کرد، دومین فیلم پردرآمد این ژانر در ایالات متحده در سال ۱۹۷۳ پس از اژدها وارد می‌شود با فروش گیشهٔ ۴٫۲۵ million دلار آمریکا. پنجه‌های مرگبار بیش از ۱۰ میلیون دلار آمریکا در گیشه‌های جهانی تا اکتبر ۱۹۷۳، و درآمد ۴٫۶ million دلار آمریکا درگیشه‌های آمریکای شمالی کسب کرد.